# Elisabeth Schøyen
Elisabeth Schöyen, född 1852 i Kristiania, död den 30 juli 1934, var en norsk författarinna.  
Elisabeth Schøyen vistades från 1875 mest utomlands. Hon adopterades 1894 av hertiginnan av Mantua, varefter hon kallade sig furstinna av Este-Gonzaga. Hennes debut Ragnvald eller folkehøiskolelæreren (1873) följdes av ett stort antal vittra arbeten, bland vilka märks novellerna Svanhild (1876), Et ægteskab (1878), Livsbilleder (1884) och Menneskehjerter (1892), romanerna Den svenske nattergal (1890; svensk översättning "Den svenska näktergalen", samma år), Et løfte (1893), Grev Brahes hus (1894), Hellig Olaf (1897) med flera ur Norges historia och Messias (1908, en "romantisering" av evangelierna). Hennes arbeten ansågs tillhöra den bättre förströelselitteraturen. Till svenska översattes 1906 "Den hvita slafvinnan" (5:e upplagan 1908).